# 몬스터 (2014년 영화)
《몬스터》는 2014년에 개봉한 대한민국의 스릴러 영화이다.

## 줄거리
'몬스터'는 발달 장애를 가진 '복순'이라는 여성이 주인공이다. 그녀는 주변에서 '사이코'라 불리지만, 사랑하는 동생 '은정'을 위해 열심히 살아간다. 어느 날, 은정이 우연히 연쇄살인마 '태수'의 살인 현장을 목격했을 가능성 때문에 태수에게 살해당한다. 복순은 동생의 죽음에 큰 슬픔과 분노를 느끼고 복수를 다짐한다. 
한편, 태수는 이유 없이 잔혹한 살인을 저지르는 인물로, 자신을 거둬준 가족에게 애정을 느끼지만, 그들의 이기적인 태도에 더욱 괴물이 되어간다. 태수의 가족은 그를 두려워하면서도 이용하려다가 오히려 태수에게 죽임을 당한다. 
복순은 태수에게 쫓기는 어린 소녀 '나리'와 함께 복수를 준비한다. 태수의 잔혹한 행위는 더욱 심해지고, 결국 복순과 태수는 죽음을 각오한 싸움을 벌인다. 치열한 싸움 끝에 복순은 태수를 죽이고 복수에 성공하지만, 나리가 살아있음을 확인한다. 이후, 과거 태수가 죽인 피해자의 보스에게서 사건에 대한 진실을 듣게 된 복순은 사건의 중심에 있던 증거물을 넘겨주고 나리와 함께 떠난다.

## 캐스팅
- 이민기 : 태수 역 (아역 : 이현빈)
- 김고은 : 박복순 역
- 김뢰하 : 익상 역 (아역 : 정수환)
- 안서현 : 계나리 역
- 김부선 : 경자 역
- 남경읍 : 전사장 역
- 김보라 : 박은정 역
- 한다은 : 계연희 역
- 박병은 : 광수 역
- 배성우 : 성문 역
- 김경애 : 복순 할머니 역
- 허준석 : 철거반장 역
- 최대웅 : 할아버지 역
- 조복래 : 시골순경 역
- 유재명 : 시골경장 역
- 김광현 :  BAR남자 역
- 이도연 :  분식아줌마 역